# Вахромеево (Астраханская область)
Вахромеево — село в Икрянинском районе Астраханской области России. Входит в состав Седлистинского сельсовета.

## История
Село было основано в 1775 году и изначально называлось Вахромеевка. В «Списке населенных мест Российской империи» 1859 года Вахромеевка упомянута как временное поселение при рыбном заводе Астраханского уезда (2-го стана) при Каспийском море, расположенный в 101 версте от губернского города Астрахани. В поселении имелось 22 двора и проживало 160 человек (78 мужчин и 82 женщины).

## География
Село находится в юго-западной части Астраханской области, на левом берегу Бахтемира (Главный рукав), на расстоянии примерно 29 километров (по прямой) к юго-юго-западу (SSW) от села Икряное, административного центра района. Климат умеренный, резко континентальный. Характеризуется высокими температурами летом и низкими — зимой, малым количеством осадков, а также большими годовыми и летними суточными амплитудами температуры воздуха.

## Население
| 2002 | 2010 |
| ---- | ---- |
| 185  | ↘150 |

По данным Всероссийской переписи, в 2010 году численность населения села составляла 150 человек (67 мужчин и 83 женщины). Согласно результатам переписи 2002 года, в национальной структуре населения русские составляли 91 %.

## Инфраструктура
В селе функционирует фельдшерско-акушерский пункт (филиал ГБУЗ «Икрянинская районная больница»).

## Улицы
Уличная сеть села состоит из 5 улиц.